# راندن‌بورخ
راندن‌بورخ (به هلندی: Randenburg) یک هاملت (سکونت‌گاه بسیار کوچک) در هلند است که در شهرستان بوده‌خرافن-ریوویک واقع شده‌است. راندن‌بورخ ۱۸۰ نفر جمعیت دارد.